# Saint-Mard-de-Vaux
Saint-Mard-de-Vaux település Franciaországban, Saône-et-Loire megyében. Lakosainak száma 267 fő (2022. január 1.). Saint-Mard-de-Vaux Charrecey, Barizey, Châtel-Moron, Mercurey, Saint-Bérain-sur-Dheune, Saint-Jean-de-Vaux, Saint-Léger-sur-Dheune és Saint-Martin-sous-Montaigu községekkel határos.

## Népesség
A település népessége az elmúlt években az alábbi módon változott:
| Lakosok száma | 280  | 279  | 290  | 275  | 273  | 273  | 272  | 271  | 267  |
|               | 2013 | 2015 | 2016 | 2017 | 2018 | 2019 | 2020 | 2021 | 2022 |